# Europameisterschaften im Gewichtheben 1981
Die 60. Europameisterschaften im Gewichtheben der Männer fanden vom 12. bis 20. September 1981 im Palais des Sports der französischen Stadt Lille statt und waren in die 55. Weltmeisterschaften der Gewichtheber integriert.

## Ergebnisse

### Klasse bis 52 kg (Fliegengewicht)
Samstag: 12. September 1981
| Disziplin | Gold                | Gold         | Silber         | Silber   | Bronze    | Bronze   |
| --------- | ------------------- | ------------ | -------------- | -------- | --------- | -------- |
| Reißen    | Kanybek Osmonalijew | 110,0 kg 000 | Jacek Gutowski | 110,0 kg | Béla Oláh | 105,0 kg |
| Stoßen    | Kanybek Osmonalijew | 137,5 kg 000 | Jacek Gutowski | 130,0 kg | Béla Oláh | 130,0 kg |
| Zweikampf | Kanybek Osmonalijew | 247,5 kg     | Jacek Gutowski | 240,0 kg | Béla Oláh | 235,0 kg |

### Klasse bis 56 kg (Bantamgewicht)
Sonntag: 13. September 1981
| Disziplin | Gold                 | Gold     | Silber               | Silber   | Bronze           | Bronze   |
| --------- | -------------------- | -------- | -------------------- | -------- | ---------------- | -------- |
| Reißen    | Andreas Letz         | 120,0 kg | Anton Kodschabaschew | 117,5 kg | Nikolay Zakharov | 117,5 kg |
| Stoßen    | Anton Kodschabaschew | 155,0 kg | Andreas Letz         | 152,5 kg | Nikolay Zakharov | 147,5 kg |
| Zweikampf | Anton Kodschabaschew | 272,5 kg | Andreas Letz         | 272,5 kg | Nikolay Zakharov | 265,0 kg |

### Klasse bis 60 kg (Federgewicht)
Montag: 14. September 1981
| Disziplin | Gold             | Gold         | Silber          | Silber   | Bronze        | Bronze   |
| --------- | ---------------- | ------------ | --------------- | -------- | ------------- | -------- |
| Reißen    | Beloslaw Manolow | 132,5 kg 000 | Jurik Sarkisjan | 130,0 kg | Antoni Pawlak | 127,5 kg |
| Stoßen    | Beloslaw Manolow | 170,0 kg     | Jurik Sarkisjan | 165,0 kg | Andreas Behm  | 157,5 kg |
| Zweikampf | Beloslaw Manolow | 302,5 kg     | Jurik Sarkisjan | 295,0 kg | Andreas Behm  | 282,5 kg |

### Klasse bis 67,5 kg (Leichtgewicht)
Dienstag: 15. September 1981
| Disziplin | Gold         | Gold     | Silber           | Silber   | Bronze                 | Bronze   |
| --------- | ------------ | -------- | ---------------- | -------- | ---------------------- | -------- |
| Reißen    | Daniel Senet | 150,0 kg | Joachim Kunz     | 150,0 kg | Mintscho Paschow       | 147,5 kg |
| Stoßen    | Joachim Kunz | 190,0 kg | Mintscho Paschow | 182,5 kg | Karl-Heinz Radschinsky | 175,0 kg |
| Zweikampf | Joachim Kunz | 340,0 kg | Mintscho Paschow | 330,0 kg | Daniel Senet           | 320,0 kg |

### Klasse bis 75 kg (Mittelgewicht)
Mittwoch: 16. September 1981
| Disziplin | Gold         | Gold         | Silber          | Silber   | Bronze          | Bronze   |
| --------- | ------------ | ------------ | --------------- | -------- | --------------- | -------- |
| Reißen    | Janko Russew | 157,5 kg 000 | Alexander Perwi | 155,0 kg | Jürgen Negwer   | 150,0 kg |
| Stoßen    | Janko Russew | 202,5 kg 000 | Alexander Perwi | 202,5 kg | Hermann Kubenka | 190,0 kg |
| Zweikampf | Janko Russew | 360,0 kg     | Alexander Perwi | 357,5 kg | Jürgen Negwer   | 340,0 kg |

- Russew bewältigte im Stoßen in einem zusätzlichen Versuch 206,0 kg.

### Klasse bis 82,5 kg (Leichtschwergewicht)
Donnerstag: 17. September 1981
| Disziplin | Gold            | Gold     | Silber         | Silber   | Bronze             | Bronze   |
| --------- | --------------- | -------- | -------------- | -------- | ------------------ | -------- |
| Reißen    | Jurik Wardanjan | 170,0 kg | Assen Slatew   | 170,0 kg | Janusz Alchimowicz | 160,0 kg |
| Stoßen    | Jurik Wardanjan | 222,5 kg | Dušan Poliačik | 210,0 kg | Assen Slatew       | 202,5 kg |
| Zweikampf | Jurik Wardanjan | 392,5 kg | Assen Slatew   | 372,5 kg | Dušan Poliačik     | 367,5 kg |

- Wardanjan bewältigte im Reißen in einem zusätzlichen Versuch 178,0 kg.
- Wardanjan bewältigte im Stoßen 223,0 kg , aber auf Grund der 2,5-Kilogramm-Regel gingen 222,5 kg in die Zweikampfwertung ein.

### Klasse bis 90 kg (Mittelschwergewicht)
Freitag: 18. September 1981
| Disziplin | Gold           | Gold         | Silber             | Silber   | Bronze             | Bronze   |
| --------- | -------------- | ------------ | ------------------ | -------- | ------------------ | -------- |
| Reißen    | Blagoj Blagoew | 185,0 kg     | Juri Sacharewitsch | 180,0 kg | Andrzej Piotrowski | 167,5 kg |
| Stoßen    | Blagoj Blagoew | 220,0 kg 000 | Juri Sacharewitsch | 217,5 kg | Lubomir Usherov    | 212,5 kg |
| Zweikampf | Blagoj Blagoew | 405,0 kg     | Juri Sacharewitsch | 397,5 kg | Lubomir Usherov    | 380,0 kg |

### Klasse bis 100 kg (1. Schwergewicht)
Samstag: 19. September 1981
| Disziplin | Gold        | Gold     | Silber            | Silber   | Bronze            | Bronze   |
| --------- | ----------- | -------- | ----------------- | -------- | ----------------- | -------- |
| Reißen    | Viktor Sots | 182,5 kg | András Hlavati    | 177,5 kg | Bruno Matykiewicz | 175,0 kg |
| Stoßen    | Viktor Sots | 225,0 kg | Veselin Osikovski | 217,5 kg | Bruno Matykiewicz | 217,5 kg |
| Zweikampf | Viktor Sots | 407,5 kg | Bruno Matykiewicz | 392,5 kg | Veselin Osikovski | 387,5 kg |

### Klasse bis 110 kg (2. Schwergewicht)
Samstag: 19. September 1981
| Disziplin | Gold                | Gold     | Silber              | Silber   | Bronze            | Bronze   |
| --------- | ------------------- | -------- | ------------------- | -------- | ----------------- | -------- |
| Reißen    | Wjatscheslaw Klokow | 185,0 kg | Waleri Krawchuk     | 180,0 kg | Plamen Asparuchow | 180,0 kg |
| Stoßen    | Waleri Krawchuk     | 235,0 kg | Anton Baraniak      | 227,5 kg | Plamen Asparuchow | 225,0 kg |
| Zweikampf | Waleri Krawchuk     | 415,0 kg | Wjatscheslaw Klokow | 410,0 kg | Plamen Asparuchow | 405,0 kg |

### Klasse über 110 kg (Superschwergewicht)
Sonntag: 20. September 1981
| Disziplin | Gold               | Gold     | Silber          | Silber   | Bronze            | Bronze   |
| --------- | ------------------ | -------- | --------------- | -------- | ----------------- | -------- |
| Reißen    | Anatolij Pysarenko | 187,5 kg | Rudolf Strejček | 187,5 kg | Antonio Krastew   | 185,0 kg |
| Stoßen    | Anatolij Pysarenko | 237,5 kg | Senno Salzwedel | 237,5 kg | Tadeusz Rutkowski | 232,5 kg |
| Zweikampf | Anatolij Pysarenko | 425,0 kg | Senno Salzwedel | 417,5 kg | Tadeusz Rutkowski | 415,0 kg |